# لورانس أندرسون
لورانس أندرسون (11 ديسمبر 1947 في نيوزيلندا - ) (بالإنجليزية: Lawrence Anderson)‏ هو لاعب كريكت نيوزلندي.

## وصلات خارجية
- لورانس أندرسون على موقع إي آس بي آن كريك إنفو (الإنجليزية)